# Richard Courant

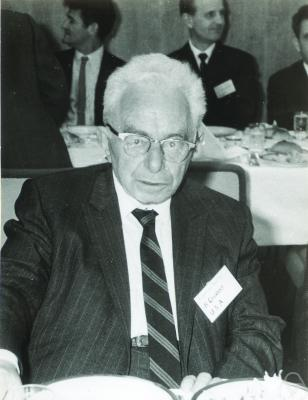
Richard Courant

Richard Courant (Lublinitz, 8 januari 1888 - New York, 27 januari 1972) was een Duitse en Amerikaanse wiskundige.
Courant is geboren in Lublinitz in Silezië in het huidige Polen, maar toen in Duitsland gelegen. Tijdens zijn jeugd verhuisden zijn ouders nogal eens; naar Glatz, naar Breslau, en in 1905 naar Berlijn. Richard bleef in Breslau en ging daar naar de universiteit. Omdat hij de colleges daar niet uitdagend genoeg vond, vervolgde hij zijn studie in Zürich en Göttingen. Hij werd assistent bij David Hilbert in Göttingen en promoveerde daar in 1910. Hij moest meevechten in de Eerste Wereldoorlog, maar raakte gewond en werd ontslagen uit militaire dienst. Hij zette zijn onderzoek in Göttingen voort en werd in 1922 hoogleraar in Münster. Daar richtte hij het "Mathematische Institut" op, waarvan hij directeur was van  1928 tot 1933.
Courant was van joodse afkomst en verliet Duitsland in de zomer van 1933, eerder dan veel van zijn  collega's. Hoewel hij door de nazi's als jood werd beschouwd, kon hij dankzij zijn diensttijd als frontsoldaat aanvankelijk zijn positie handhaven. Zijn lidmaatschap van de linkse sociaaldemocraten was echter een reden voor ontslag. Na een jaar in Cambridge ging hij naar New York, waar hij in 1936 hoogleraar werd aan de New York-universiteit. Hij kreeg de opdracht een centrum voor voortgezet wiskunde-onderzoek op te richten, wat hij met veel succes uitvoerde. Dit instituut, dat in 1964 hernoemd werd tot Courant Institute of Mathematical Sciences is nog steeds een van de vooraanstaande onderzoekcentra voor toegepaste wiskunde.
Behalve een uitstekende organisator was Courant een briljant wiskundige. Hij ontwikkelde de eindige-elementenmethode, die oorspronkelijk praktisch door ingenieurs gebruikt werd, verder en gaf er een wiskundige basis aan. Het leerboek van zijn hand: Methods of Mathematical Physics, is zo'n 80 jaar na het verschijnen, nog steeds een standaardwerk op dit interdisciplinaire gebied. Courant is met Herbert Robbins mede-auteur van het boek What is Mathematics?, waarin op populaire wijze wiskunde wordt beschreven. Op het gebied van de numerieke stromingsleer is zijn naam verbonden aan het Courant-Friedrichs-Levy-getal, dat voor de berekening van oplossingen van hyperbolische partiële differentiaalvergelijkingen van belang is.